# Comité Paralímpico Sirio
El Comité Paralímpico Sirio (en árabe: اللجنة البارالمبية السورية) es el comité paralímpico nacional que representa a Siria. Esta organización es la responsable de las actividades deportivas paralímpicas en el país. Es miembro del Comité Paralímpico Internacional y del Comité Paralímpico Asiático.